# (24105) Broughton
(24105) Broughton – planetoida z grupy pasa głównego asteroid okrążająca Słońce w ciągu 3,58 lat w średniej odległości 2,34 j.a. Odkrył ją Charles Juels 9 listopada 1999 roku w Fountain Hills. Nazwa planetoidy pochodzi od Johna Broughtona (ur. 1952) – australijskiego astronoma amatora.